# Carlo Rancati
Carlo Rancati   (Milà, 28 d'abril de 1940 - 22 de novembre de 2012) fou un ciclista italià que fou professional entre 1964 i 1973. Es dedicà principalment al ciclisme en pista.
El 1964, com a ciclista amateur, va prendre part en els Jocs Olímpics de Tòquio, aconseguint guanyar una medalla de plata en la prova de persecució per equips, junt a Franco Testa, Vincenzo Mantovani i Luigi Roncaglia.
Com a professional no aconseguí cap victòria destacada.